# Peter Kuhn (Ingenieur)
Peter Kuhn (* 14. September 1932 in Heidelberg; † 15. November 2011 in Weinheim) war ein deutscher Ingenieur.

## Karriere
Peter Kuhn war der Sohn des Chemikers Richard Kuhn und dessen Ehefrau Daisy, geborene Hartmann. Nach dem Schulbesuch machte er 1952 in Heidelberg das Abitur. An der Technischen Hochschule Darmstadt studierte er Maschinenbau, 1958 schloss er das Studium mit der Diplomprüfung ab. Darauf arbeitete er mehr als drei Jahre als Assistent am Institut für Verbrennungskraftmaschinen und Flugtriebwerke der Technischen Hochschule Darmstadt. Am 1. Januar 1962 wurde er dann Entwicklungsingenieur im Industriewerk Schaeffler in Herzogenaurach. Später wurde Peter Kuhn nach Zwischenstationen an der Uni Saarbrücken und bei INA Industriewerke Schaeffler Professor für Maschinenkonstruktionslehre an der TH Karlsruhe.
Zusammen mit Motorradsportler Helmut Fath entwickelte Kuhn den Vierzylinder-Reihenmotor unter dem Kürzel URS (Fath-URS). Helmut Fath wurde 1968 zusammen mit Wolfgang Kalauch auf URS Weltmeister und 1969 mit Wolfgang Kalauch bzw. Billie Nelson Vize-Weltmeister auf URS. Weitere Erfolge konnte der URS-Motor mit der Münch-URS feiern.